# Klaus Höhne
Klaus Wilhelm Bruno Höhne (Amburgo, 13 giugno 1927 – Murnau am Staffelsee, 21 agosto 2006) è stato un attore e doppiatore tedesco.
Attore attivo principalmente in campo televisivo  e teatrale , tra cinema e - soprattutto - televisione partecipò a circa 120 differenti produzioni, a partire dalla fine degli anni cinquanta, recitando in vari film TV. Tra i suoi ruoli più noti, figura, tra l'altro, quello nel film La caduta degli Dei, quello di Larsen nella serie televisiva Blankenese (1994).; apparve inoltre nei ruoli del Commissario Konrad e di Bruno Komsack nella serie televisiva Tatort, oltre che come guest-star in vari episodi della serie televisiva L'ispettore Derrick (tra il 1974 e il 1998).
Come doppiatore, fu in diversi film la voce tedesca del personaggio di Charlie Chan (interpretato da Warner Oland e Sidney Toler). Prestò inoltre la propria voce ad attori quali Lloyd Bridges, Dan Castellaneta, Leonardo Cimino, Kirk Douglas, Gabriele Ferzetti, Michael Gambon, Philippe Noiret, Donald Pleasence, Simon Scott, Michel Serrault, David Suchet, Vic Tayback, Gian Maria Volonté, Eli Wallach, M. Emmet Walsh, Joseph Wiseman, Totò, ecc.

## Biografia

### Morte
Klaus Höhne si spegne dopo una breve malattia  il 21 agosto 2006, in una clinica di Murnau am Staffelsee, all'età di 79 anni.

## Filmografia parziale

### Cinema
- Wilder Reiter GmbH (1967)
- La pillola d'oro (1968)
- La caduta degli Dei (1969)
- Lady Dracula (1977)
- Drei Bürger zum Geburtstag (1979)
- Morgen in Alabama (1984)

### Televisione
- Konto ausgeglichen - film TV (1959)
- Gäste auf Woodcastle - film TV (1960)
- Der Hauptmann von Köpenick - film TV (1960)
- Rose Bernd - film TV (1962)
- Stalingrad - film TV (1963)
- Fernfahrer - serie TV, 2 episodi (1963)
- Hafenpolizei - serie TV, 1 episodio (1963)
- Unsere deutschen Kleinstädter - film TV (1964)
- Das Strafquartett: Ein Knastical - film TV (1965)
- Das Kriminalmuseum - serie TV, 3 episodi (1965-1968) - ruoli vari
- Der Richter von London - film TV (1966)
- Towarisch - film TV (1966)
- Die Schatzinsel - miniserie TV (1967)
- Der Prozeß der Jeanne D'Arc zu Rouen 1431 - film TV (1967)
- Vier Stunden von Elbe 1 - film TV (1968)
- Der Monat der fallenden Blätter - film TV (1968)
- Das Berliner Zimmer - film TV (1968)
- Die seltsamen Methoden des Franz Josef Wanninger - serie TV, 1 episodio (1968) - Balduin Nitschke
- Asche des Sieges - film TV (1969)
- Bitte recht freundlich, es wird geschossen - miniserie TV (1969) - Kendall
- Goldene Städte - film TV (1969)
- Die Flucht nach Ägypten - film TV (1969)
- Der Kommissar - serie TV, 1 episodio (1969) - Kurt Kaduhn
- Gezeiten - film TV (1970)
- Die lieben Freunde - film TV (1970)
- Die vierzig Irrtümer des Herodes - film TV (1970)
- Die seltsamen Methoden des Franz Josef Wanninger - serie TV, 1 episodio (1970) - Sig. Schwab
- La Femme, le Mari et la Mort oder Über die Schwierigkeiten, seinen Mann umzubringen - film TV (1971) - Sebastian Leboeuf
- Der Kommissar - serie TV, 1 episodio (1971) - Sabeck
- Der Herr Schmidt - Ein deutsches Spektakel mit Polizei und Musik - film TV (1971)
- Les aventures du capitaine Lückner - serie TV (1971)
- Tatort - serie TV, 14 episodi (1971-1985) - Comm. Konrad/Bruno Komsack
- L'ispettore Derrick - serie TV - ep. 01x01, regia di Dietrich Haugk (1974) - Sig. Dirks
- Aus Liebe zum Sport - film TV (1974)
- Die Fälle des Herrn Konstantin - serie TV, 2 episodi (1974)
- Keine Spürhunde für den Fiskus - film TV (1975)
- Die Insel der Krebse - film TV (1975)
- Alle Jahre wieder: Die Familie Semmeling - miniserie TV, 1 episodio (1976)
- Der Anwalt - serie TV, 4 episodi (1976-1978) - ruoli vari
- L'ispettore Derrick - serie TV - ep. 05x03, regia di Helmuth Ashley (1978) - Ewald Stenger
- Kinderparty - film TV (1978)
- Ein Kapitel für sich - miniserie TV (1979-1980)
- Berlin Alexanderplatz - miniserie TV (1980)
- Polizeiinspektion 1 - serie TV, 3 episodi (1980-1986)
- Il commissario Köster/Il commissario Kress (Der Alte) - serie TV, 4 episodi (1980-1995) - ruoli vari
- Amphitryon - film TV (1981)
- St. Pauli-Landungsbrücken - serie TV, 1 episodio (1981)
- Krimistunde - serie TV  (1982)
- Unheimliche Geschichten - serie TV, 1 episodio (1982)
- Tegtmeier klärt auf - serie TV, 1 episodio (1982)
- Gastspieldirektion Gold - film TV (1982)
- Flucht aus Pommern - film TV (1982)
- Die wilden Fünfziger - film TV (1983)
- Die Zeiten ändern sich - miniserie TV (1983)
- L'ispettore Derrick - serie TV - ep. 11x04, regia di Theodor Grädler (1984) - Dott. Kuhn
- Das zerbrochene Haus - film TV (1984)
- Die Frau des Kommissars - film TV (1984)
- Kornelia - film TV (1984)
- Schwarz Rot Gold - serie TV, 1 episodio (1984)
- Faber l'investigatore - serie TV, 1 episodio (1985)
- L'ispettore Derrick - serie TV - ep. 12x07, regia di Jürgen Goslar (1985)
- Ein heikler Fall - serie TV, 1 episodio (1986)
- Detektivbüro Roth - serie TV, 1 episodio (1986)
- Das runde Ding vom Odenwald - film TV (1987)
- Oh Gott, Herr Pfarrer - serie TV, 1 episodio (1988)
- La clinica della Foresta Nera - serie TV, 1 episodio (1988)
- Radiofieber - miniserie TV (1989)
- Forstinspektor Buchholz - serie TV  (1989)
- Kleiner König Erich - film TV (1990)
- Die Männer vom K3 - serie TV, 1 episodio (1990)
- Soko 5113 - serie TV, 2 episodi (1990-1993) - ruoli vari
- Rothenbaumchaussee - film TV (1991)
- Der Fotograf oder Das Auge Gottes - serie TV  (1992)
- Anwalt Abel - serie TV, 1 episodio (1993)
- Harry & Sunny - serie TV  (1993)
- Blankenese - serie TV, 20 episodi (1994) - Larsen
- L'ispettore Derrick - serie TV - ep. 22x02, regia di Dietrich Haugk (1995)
- 14º Distretto - serie TV,  1 episodio (1995)
- Zoff und Zärtlichkeit - serie TV  (1995)
- L'ispettore Derrick - serie TV - ep. 24x05, regia di Dietrich Haugk (1997)
- Ärzte - serie TV, 3 episodi (1997-1999) - Heinrich Vogt
- Heimatgeschichten - serie TV,  1 episodio (1998)
- L'ispettore Derrick - serie TV - ep. 25x02, regia di Wigbert Wicker (1998)
- Siska - serie TV, 2 episodi (2000-2001) - ruoli vari
- Il nostro amico Charly - serie TV, 1 episodio (2003) - Sig. Lachmann
- Neues aus Büttenwarder - serie TV,  1 episodio (2005)
- Il nostro amico Charly - serie TV, 1 episodio (2006) - Ludwig Lenz